# Castel di Sangro
Castel di Sangro ist eine italienische Gemeinde (comune) mit 6598 Einwohnern (Stand 31. Dezember 2023) in der Provinz L’Aquila,  in den Abruzzen. 

## Geographie
Die Gemeinde liegt etwa 88 Kilometer südöstlich von L’Aquila im Abruzzischen Apennin auf 805 m s.l.m. Sie grenzt unmittelbar an die Provinz Isernia, Region Molise.

## Geschichte
Der Ort ist identisch mit der antiken Samniter-Stadt Aufidena, die von den Römern 298 vor Christus erobert wurde. Auch im Mittelalter spielte der Ort als strategisch wichtiger Ort am Weg durch die Abruzzen eine bedeutende Rolle. Er war im Besitz der Grafen di Sangro. 1228 wurde die Festung geschleift. 1456 und 1656 vernichteten Erdbeben den Ort jeweils beinahe vollständig.

## Sehenswürdigkeiten
- Basilica di Santa Maria Assunta in Piazza Santa Maria
- Chiesa di Orazione e Morte in Corso Vittorio Emmanuele

## Sport
Im Stadio Teofilo Patini tritt der ASD Castel di Sangro an, der von 1996 bis 1998 in der Serie B spielte.
Die Inline-Speedskating-Europameisterschaften fanden hier für die Marathon-Disziplin 1997 statt. Vom 2. bis 9. Juni 2019 wurden hier die ISF-Schultennisweltmeisterschaften durchgeführt.

## Verkehr
Durch den Ort führt der Schnellweg Fondovalle Sangro, die Strada statale 652 di Fondo Valle Sangro, die die Regionen Molise und Abruzzen verbindet. Daneben führt die Strada Statale 17 dell’Appennino Abruzzese e Appulo Sannitica von L’Aquila kommend durch die Gemeinde weiter Richtung Foggia.
Die Ferrovia Sangritana führt von Marina San Vito nach Castel di Sangro. Der Bahnhof in Castel di Sangro wird auch von Zügen auf der Strecke von Sulmona nach Isernia bedient.